# Vilémov, Chomutov
Vilémov là một làng thuộc huyện Chomutov, vùng Ústecký, Cộng hòa Séc.